# Route 925 (Nouveau-Brunswick)
Pour les articles homonymes, voir Route 925.
La route 925 est une route locale du Nouveau-Brunswick, située dans le sud-est de la province. Elle traverse une région agricole. Elle mesure 19 kilomètres au total, et est pavée tout le long de son parcours.

## Tracé
La 925 débute au sud-est de Dieppe et de Moncton, à Upper Dover, sur la route 106. Elle commence par suivre la rivière Petitcodiac pendant 12 kilomètres, en traversant Dover au kilomètre 6, puis à Pré-d'en-Haut, elle bifurque vers les terres, soit vers l'est, pour rejoindre Saint-Joseph. Après avoir traversé Saint-Joseph, elle continue sa route vers l'est pour 1 kilomètre, où elle se termine sur une intersection en T avec la route 106 à nouveau, à College Bridge. 

## Intersections principales
| route 925            |                |    |                                                   |                          |
| Comté                | Location       | km | Intersection/Destinations                         | Notes                    |
| Comté de Westmorland | Upper Dover    | 0  | R-106, Dieppe, Moncton, Memramcook                | extrémité nord de la 925 |
| Comté de Westmorland | Pré-d'en-Haut  | 12 | chemin Belliveau sud, Belliveau-Village, Beaumont |                          |
| Comté de Westmorland | College Bridge | 19 | R-106, Memramcook, Sackville                      | extrémité est de la 925  |